# Artamus minor
El artamo chico (Artamus minor) es una especie de ave paseriforme en la familia Artamidae.

## Descripción
Mide de 12 a 14 cm de largo y es el más pequeño de los artamos. Su coloración es de un pardo oscuro, sus alas son de un gris acerado oscuro y su pico posee un tono azulado con extremo negro.
Al igual que otros artamos, grupos de aves se juntan en ramas elevadas secas para descansar o dormir. Los grupos típicos son de tamaño reducido, pero suelen observarse cientos de ejemplares posarse juntos.

## Comportamiento
Planean sin esfuerzo por sobre las copas de los árboles o a la vera de acantilados mientras cazan insectos voladores.
Su nido es de aspecto rudimentario, lo construyen en el hueco de un árbol y sitio similar, y utilizan ramitas y pastos en su construcción. La época de reproducción es de agosto a enero, o luego de lluvias. La puesta consiste de tres huevos y los pichones dejan el nido cuando apenas pueden volar, y se posan en un árbol aledaño desde donde llaman a sus padres para que les traigan alimentos.

## Distribución y hábitat
La especie habita en diversas zonas de Australia, solo no está presente las zonas desérticas extremas y una zona franja costera de 300 km de ancho a lo largo de la costa sur. Prefiere el terreno escabroso.